# Clastobryum epiphyllum
Clastobryum epiphyllum là một loài Rêu trong họ Sematophyllaceae. Loài này được (Renauld & Cardot) B.C. Tan & Touw mô tả khoa học đầu tiên năm 1991.